# Something in Common
Something in Common è un singolo del cantante statunitense Bobby Brown, pubblicato il 7 dicembre 1993 come quinto estratto dal terzo album in studio Bobby. Il singolo, che ha visto la collaborazione della (futura) ex-moglie Whitney Houston, fu successivamente inserito nel greatest hits Remixes In The Key of B del 1993. La canzone è stata scritta da Whitney Houston e Bobby Brown insieme a Teddy Riley, Bernard Belle, Mark Middleton e Alfred Rosemond.

## Tracce
1. Something in Common (radio edit)
2. Something in Common (original album version) – 4:59
3. Something in Common (extended vocal version) – 6:55
4. Something in Common (Quiet Storm version) – 4:38
5. Something in Common (dub version) – 6:28
6. Something in Common (LA Reid remix) – 6:46
7. Something in Common (second LA Reid remix) – 7:00

## Classifiche
| Year | Chart                | Position |
| ---- | -------------------- | -------- |
| 1993 | UK Singles Chart     | 16       |
| 1993 | German Singles Chart | 58       |